# Rhaphidophora hongkongensis
Rhaphidophora hongkongensis — вид квіткових рослин із родини Araceae, роду Rhaphidophora. Ця ліана росте на пд.-сх. Азії: Індія, Бангладеш, Китай, Хайнань, Лаос, М'янма, Тайвань, Таїланд, В'єтнам.

### Поширення
Rhaphidophora hongkongensis зустрічається в Південно-Східній Азії, зокрема в Гонконзі, Тайвані та прилеглих районах. Також поширена в  Індія, Бангладеш, Китай, Хайнань, Лаос, М'янма, Тайвань, Таїланд, В'єтнам. Вона росте в тропічних лісах, на схилах гір, де є вологий клімат, що сприяє її розвитку. Рослина полюбляє місця з високою вологістю і в тіні.

### Опис
- Листя: Листя зазвичай довге та овальної форми, із загостреними кінчиками. Воно може мати глянцеву текстуру і темно-зелений колір.
- Стебло: Рослина має довге гнучке стебло, яке здатне обвиватися навколо опор або дерев.
- Квіти: Як і більшість представників родини Araceae, її квіти зібрані в суцвіття типу початок.

### Екологічне значення
Ліана відіграє важливу роль у місцевих екосистемах, створюючи додаткові шари рослинності та забезпечуючи середовище проживання для дрібних тварин і комах.

### Використання
У декоративному садівництві Rhaphidophora hongkongensis може використовуватися як кімнатна рослина, оскільки вона добре росте в контейнерах і є невибагливою до умов вирощування.

### Історія вивчення
Історія вивчення виду Rhaphidophora hongkongensis тісно пов'язана з ботанічними дослідженнями флори Південно-Східної Азії, зокрема Гонконгу та Тайваню. Вивчення цього виду відображає загальні наукові зусилля дослідження ліан родини Araceae у тропічних регіонах.

#### Основні етапи вивчення
1. Перші відкриття: Вивчення флори Південно-Східної Азії інтенсивно проводилося в XIX і XX століттях європейськими ботаніками та мандрівниками. Їхня увага до ліан, зокрема роду Rhaphidophora, була пов'язана з багатством різновидів і важливістю цих рослин для тропічних екосистем.
2. Таксономічні дослідження: Ідентифікація та опис Rhaphidophora hongkongensis відбулися в контексті вивчення великого різноманіття видів роду Rhaphidophora. Ботаніки досліджували особливості морфології, такі як структура листя, квітів і кореневої системи, щоб виділити цей вид в окрему таксономічну групу.
3. Регіональні флористичні дослідження: З розвитком флористики в Гонконзі, Тайвані та прилеглих регіонах вид Rhaphidophora hongkongensis був включений до регіональних флористичних списків. Це забезпечило краще розуміння його поширення і екологічної ролі.
4. Сучасні дослідження: На сучасному етапі, завдяки вдосконаленню методів молекулярної біології та генетичних досліджень, учені можуть більш точно визначати спорідненість видів та їхню еволюційну історію. Вивчення Rhaphidophora hongkongensis може включати дослідження її генетичної різноманітності, адаптацій до умов навколишнього середовища та можливого використання в біотехнологіях.

Історія вивчення виду продовжує розвиватися, оскільки нові дослідження дозволяють глибше зрозуміти екологію та еволюцію цієї рослини.